# پوکارا (ساندیا)
پوکارا (به اسپانیایی: Pukara) یک محوطه باستانی در پرو است که در پرو واقع شده‌است. پوکارا ۴٬۲۰۰ متر بالاتر از سطح دریا واقع شده‌است.